# Equidna-de-barton
A equidna-de-barton ou zaglosso-de-barton (Zaglossus bartoni) é uma espécie de equidna encontrada principalmente na Papua-Nova Guiné.

## Descrição
A equidna-de-barton pode ser distinguida de outros membros do gênero pelo número de garras nas patas dianteiras e traseiras: tem cinco garras nas patas dianteiras e quatro nas patas traseiras. Seu peso varia de 5 a 10 quilos e seu comprimento corporal varia de 60 a 100 centímetros. Esses animais têm esporas nas patas traseiras assim como os ornitorrincos, mas as suas não são venenosas.

## Reprodução
Pouco se sabe realmente sobre os comportamentos reprodutivos deste animal, devido à dificuldade de encontrar e rastrear espécimes. Sabe-se que esse animal possuí cloaca, e que assim como outros monotremados elas põe ovos.